# Basedowova bolezen
Basedowova bolezen, basedowova golša ali bazedovka je avtoimunska bolezen ščitnice, ki je pogostejša pri ženskah in se kaže z znaki hipertiroidizma (tahikardija, nemir, nespečnost, hujšanje, mišična oslabelost, slabo prenašanje vročine in driska), golše in eksoftalmusa. Lahko pride tudi do zadebeljene kože na golenih oz. t. i. pretibialnega miksedema.
Natančen vzrok ni poznan, verjetno pa gre za kombinacijo dednih in okolijskih dejavnikov. Večja verjetnost za pojav basedowove bolezni je pri posameznikih z boleznijo v družini. Pri enojajčni dvojček|enojajčnih dvojčkih, kjer ima eden basedowovo bolezen, je 30-odstotna verjetnost, da bo zbolel tudi drugi. Zagon bolezni lahko sproži stres, okužba ali porod. Večja verjetnost za pojav bolezni je tudi pri bolnikih, ki imajo že druge avtoimunske bolezni, kot sta sladkorna bolezen tipa 1 in revmatoidni artritis. Verjetnost povečuje tudi kajenje, hkrati pa lahko poslabša simptome na očeh. Bolezen je posledica prisotnosti protiteles, imenovanih ščitnico spodbujajoči immunoglobulin (TSI, angl. thyroid stimulating immunoglobulin), ki ima podoben učinek kot ščitnico spodbujajoči hormon (TSH, angl. thyroid stimulating hormone). Protitelesa TSI povzročijo, da ščitnica proizvaja prekomerne količine ščitničnega hormona. Na bolezen zdravnik posumi na osnovi simptomov, diagnoza pa se potrdi s krvnimi testi in s preiskavo z radioaktivnim jodom. V krvni sliki sta povečani vrednosti T3 in T4, zmanjšana vrednost TSH, privzem radioaktivnega joda v ščitnično tkivo je povečan v celotnem predelu žleze, prisotna so protitelesa TSI.
Pri zdravljenju se lahko zdravila, terapija z radioaktivnim jodom in operacija ščitnice. Pri zdravljenju z radioaktivnim jodom bolnik zaužije jod-131, ki se nato nakopiči v tkivu ščitnice in poškoduje celice žleze. Pojavi se lahko hipotiroidoza, ki jo zdravijo z nadomeščanjem ščitničnega hormona (s sintetičnim hormonom). Med zdravili se uporabljajo zaviralci beta , ki lahko ublažijo nekatere simptome, in tirostatiki (npr. metimazol). Možna je tudi kirurška odstranitev ščitnice. Zapleti, ki jih bolezen povzroči na očeh, lahko zahtevajo dodatno zdravljenje.
Bolezen prizadene okoli 0,5 % moških in 3 % žensk. Pogosto se pojavi med štiridesetim in šestdesetim letom, vendar pa lahko prizadene človeka pri katerikoli starosti.

## Diagnoza
Bolezen potrdimo z laboratorijskimi preiskavami. Vedno sta povišana prosta T3 in T4, TSH je zavrt. Večinoma so prisotna protitelesa TSI, lahko tudi antiperoksidazna (antiTPO) in antitiroglobulinska protitelesa (antiTgA). Ultrazvok ščitnice pokaže povečana režnja.